# Olympia (Washington)
Olympia is de hoofdstad van de Amerikaanse staat Washington. De stad ligt aan het zuidelijke eind van de Puget Sound en telde volgens de volkstelling van 2000 42.514 inwoners.

## Geschiedenis
Het gebied rondom Olympia werd in de jaren 1830-1840 door Amerikaanse pioniers bevolkt en in 1853 werd het de hoofdstad van het toenmalige Washington Territory. In 1889 werd het de hoofdstad van de staat Washington en in 1912 begon de bouw van het Capitool, waar de volksvertegenwoordiging van de staat bijeenkomt.
In 1949 en 2001 werd Olympia getroffen door aardbevingen die enige schade aanrichtten. De stad ligt niet ver van The Olympic National Wilderness, een natuurgebied op het schiereiland tussen Puget Sound en de Stille Oceaan. Dit gebied geniet al sinds de negentiende eeuw bescherming en is een van de weinige resterende oerbossen in de Verenigde Staten.

## Economie
De belangrijkste werkgever in Olympia is de overheid. Olympia is de hoofdstad van de staat Washington en de uitvoerende en wetgevende macht van de staat bevinden zich hier.

Omdat de stad over een bron beschikt is, van 1896 tot 2003, plaatselijk Olympia Beer (lokaal bekend als de "Oly") gebrouwen door de Olympia Brewing Company. Dit bier wordt nog steeds gebrouwen in Californië, maar nu door SABMiller.

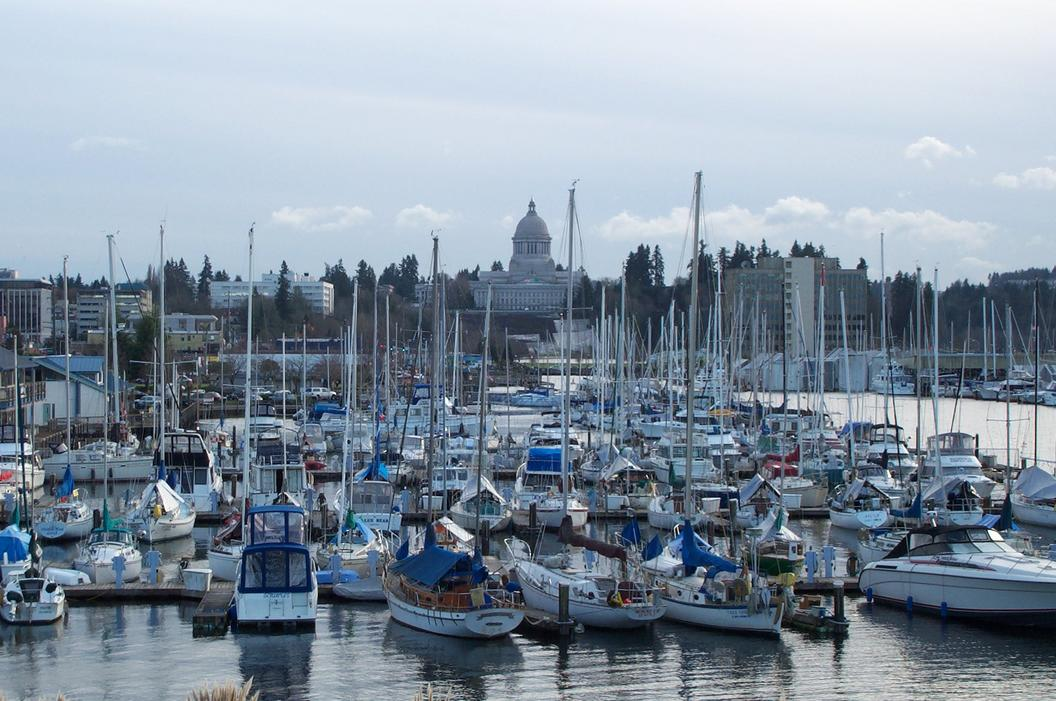
Uitzicht op Olympia

## Scholen
Behalve de gebruikelijke middelbare scholen (verenigd in het Olympia School District) is er een instituut voor hoger onderwijs: Evergreen State College.

## In populaire muziek
Olympia is oorspronkelijk het hart van de ondergrondse vrouwenpunk beweging zoals vormgegeven in Riot Grrrl.

Nirvana heeft een tijdje in Olympia verbleven. Kurt Cobain schreef hier Nevermind.

Modest Mouse nam hun album This Is a Long Drive for Someone with Nothing to Think About op in Olympia.

## Plaatsen in de nabije omgeving
De onderstaande figuur toont nabijgelegen plaatsen in een straal van 20 km rond Olympia.

## Partnersteden
- Kato (Japan, tot 2006 Yashiro).

Opgeheven:
- Olympia (Griekenland)
- Samarkand (Oezbekistan)

## Bekende inwoners van Olympia

### Geboren
- Donald Hume (1915-2001), roeier
- Warren Westlund (1926-1992), roeier
- Walt Curtis (1941-2023), dichter en romanschrijver
- Kasey Keller (1969), voetballer
- Rachel Corrie (1979-2003), vredesactiviste
- Zacky Vengeance (1981), gitarist, zanger
- Eloise Mumford (1986), actrice

### Overleden
- Robert Bush (1926-2005), marinier

### Woonachtig (geweest)
- Rickie Lee Jones (1954), singer-songwriter